# Jazz Boat

Jazz Boat est un film britannique réalisé par Ken Hughes en 1960.

## Synopsis
Bert Harris est un électricien qui se vante d’être un cambrioleur à succès et il finit par se mêler à de vrais voleurs. Ces derniers ont besoin de ces compétences spéciales pour voler un bijoux de grandes valeurs. Lorsque Bert se rend compte qu'ils sont sérieux, il est trop tard pour faire marche arrière.

## Distribution
- Anthony Newley : Bert Harris
- Anne Aubrey : poupée
- Bernie Winters : The Jinx
- James Booth : Spider Kelly
- Leo McKern : inspecteur
- Lionel Jeffries : sergent Thompson
- David Lodge : Holy Mike
- Al Mulock : danseur
- Joyce Blair : René
- Jean Philippe : Jean
- Liam Gaffney : père de Spider
- Henry Webb : barman
- Ted Heath : msusicien
- Frank Williams : homme au chapeau melon sur le marché

## Réception critique
L'année de sa sortie, Variety qualifie le film d'assortiments étrange de romance, de jazz, de comédie musicale et de crime juvénile, le tout versé dans Jazz.
De son côté The Monthly Film Bulletin n'apprécie pas le film pour le mélange des genres, qui n'ont pas de liens les uns avec les autres.
Filmink parle quant à lui d'un film commençant comme un drame policier, puis se transforme étrangement en une comédie musicale avant de redevenir un drame policier.